# Stanislav Brebera
Stanislav Brebera (né le 10 août 1925 à Přelouč – mort le 11 mai 2012 à Pardubice) est un inventeur et chimiste tchèque. Il a inventé le Semtex, un explosif de type plastic.

## Source
- (en) Cet article est partiellement ou en totalité issu de l’article de Wikipédia en anglais intitulé « Stanislav Brebera » (voir la liste des auteurs).